# Mary Rosenblum
Pour les articles homonymes, voir Rosenblum.
Œuvres principales
- Chimère

Mary Hodson Rosenblum, née Freeman, le 27 juin 1952 à Levittown dans l'État de New York et morte le 11 mars 2018 à La Center dans l'État de Washington, est un écrivain de science-fiction américain, ayant vécu en Californie.

## Biographie
Mary Rosenblum débute en 1993 dans le cadre de la collection « Discovery Del Rey », pour son premier roman, situé comme plusieurs nouvelles publiées en revue, dans l'univers des Drylands. Elle publie ensuite deux romans et un recueil relevant de la science-fiction post-cyber puis, devant l'échec de cet éphémère mouvement, se tourne vers le roman policier « cozy » sous le nom de Mary Freeman (quatre enquêtes de Rachel O'Connor, horticultrice dans une petite ville imaginaire de la Californie). Parallèlement, elle commence à publier des nouvelles de réalisme magique. Récemment, elle est revenue à la science-fiction, avec des nouvelles et deux romans.

## Œuvres

### Romans
- (en) The Drylands, 1993Prix Compton-Crook 1994
- Chimère, Les Moutons électriques, coll. Bibliothèque voltaïque, 2007 ((en) Chimera, 1993)
- (en) The Stone Garden, 1994
- (en) Devil's Trumpet, 1999Écrit sous le nom de Mary Freeman
- (en) Deadly Nightshade, 1999Écrit sous le nom de Mary Freeman
- (en) Bleeding Heart, 2000Écrit sous le nom de Mary Freeman
- (en) Garden View, 2002Écrit sous le nom de Mary Freeman
- (en) Water Rites, 2006
- (en) Horizons, 2007

### Recueil de nouvelles
- (en) Synthesis and Other Virtual Realities, 1996